# I Got This
«I Got This» — промо-сингл з Live from the Underground, дебютного студійного альбому американського репера Big K.R.I.T.. 20 березня 2012 р. через свій сайт виконавець видав окремок для безкоштовного завантаження.
10 квітня відбулися зйомки кліпу. 7 травня відео з'явилося на YouTube. Режисер: Тодд Ангкасуван.